# Karl Jaspers
 (mai 2016).
Si vous disposez d'ouvrages ou d'articles de référence ou si vous connaissez des sites web de qualité traitant du thème abordé ici, merci de compléter l'article en donnant les références utiles à sa vérifiabilité et en les liant à la section « Notes et références ».
Pour les articles homonymes, voir Jaspers.
Karl Jaspers (en allemand: /kaʁl ˈjaspɐs/, ? Écouter [Fiche]), né le 23 février 1883 à Oldenbourg et mort le 26 février 1969 à Bâle, est un psychiatre et philosophe germano-suisse représentatif de l'existentialisme. Ses travaux ont eu une grande influence sur la théologie, la psychologie, la psychiatrie et la philosophie. Il obtient la nationalité suisse en 1967.

## Biographie
Né d'un père juriste et d'une mère travaillant dans une coopérative agricole en 1883, Jaspers montre un intérêt précoce pour la philosophie, bien que le parcours paternel au sein du système judiciaire l'ait sans doute poussé à d'abord étudier le droit, abandonné dès 1902 pour des études de médecine (doctorat en 1909). À 18 ans, on lui diagnostique une maladie grave, ne lui donnant plus qu'une dizaine d'années à vivre.
Il commence alors à travailler dans un hôpital psychiatrique de Heidelberg, où Emil Kraepelin avait lui-même exercé quelques années auparavant. Jaspers ne se satisfait pas de la façon dont la communauté médicale de l'époque approche la maladie mentale ; il tente donc d'améliorer cette approche.
En 1913, il reçoit un poste temporaire de professeur de psychologie à l'Université de Heidelberg. Ce poste devint rapidement permanent, ce qui lui permit de ne jamais reprendre son activité clinique.
À 40 ans, soit au début de la République de Weimar, Jaspers se tourne vers la philosophie, explorant les thèmes qu'il avait entamés durant son activité de psychiatre. Il devint un philosophe renommé, demeurant influent au sein de la communauté philosophique jusqu'à son décès en 1969. La jeune philosophe Hannah Arendt, parce qu'elle est l'élève de Martin Heidegger, est envoyée par celui-ci faire son doctorat sous la direction de Jaspers, qui est alors l'ami de Heidegger jusqu'en 1933. Les deux philosophes allemands entretiennent une correspondance. Arendt soutient sa thèse, Le Concept d'amour chez Augustin, le 28 novembre 1928. Julia Kristeva, biographe et commentatrice d'Arendt, cite le « rapport réservé » qu'en fait Jaspers, qui reproche à Arendt l'approximation de ses citations et le fait de n'avoir pas utilisé tout ce qu'Augustin avait écrit sur l'amour.
En 1931, il publie La Situation spirituelle de notre temps, ouvrage profondément conservateur et anti-communiste, dans lequel il déplore la Première Guerre mondiale comme sorte de guerre civile et appelle à la nécessité d'un conflit de civilisation avec l'URSS.
Son mariage avec une juive, Gertrud Mayer (1879-1974), le poussera à s'éloigner du nazisme, de même que le fait qu'il considère que les « origines de l'Occident » se retrouvent tant dans la philosophie grecque que chez les prophètes juifs.
L'avènement du nazisme le prive de sa chaire : en 1937, il est mis à la retraite d’office et en 1938, il est frappé d’une interdiction de publier.
Jaspers retourne à l'Université de Heidelberg en 1945, où il prononce une série célèbre de conférences sur la « culpabilité allemande », dans lesquelles il reste assez optimiste quant à la prise de conscience des Allemands de l'atrocité des événements de la Seconde Guerre mondiale. Cependant, il se trouve assez isolé au sein de sa propre université, qui devient alors le lieu où plusieurs chercheurs ouvertement nazis non seulement reviennent, mais aussi font tout pour échapper au processus de dénazification (le linguiste Eugen Fehrle (de), l'historien Johannes Kühn (de), l'économiste Helmut Meinhold (de)). Déçu par ces événements, Jaspers quitte l'Allemagne en 1948, renonce à sa nationalité et rejoint l'Université de Bâle. Il y meurt en 1969, alors âgé de 86 ans.

## Travaux et apport

### Apports à la psychopathologie et à la psychiatrie

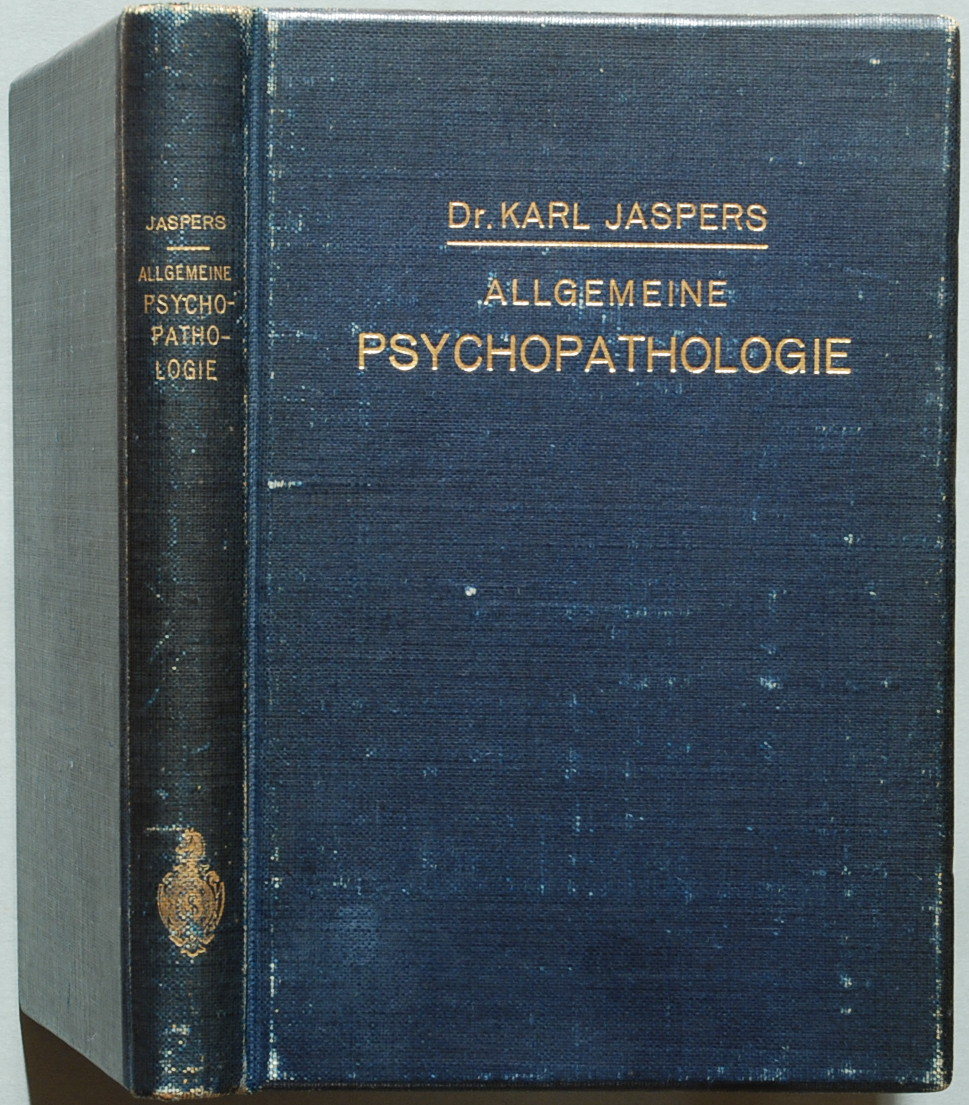
Karl Jaspers: Allgemeine Psychopathologie, imprimé en 1913.

Les désillusions de Jaspers envers l'approche commune de la maladie mentale le poussèrent à s'interroger sur les critères diagnostiques et les méthodes cliniques de la psychiatrie. Il publia un article révolutionnaire en 1910 dans lequel il posait le problème de l'origine de la paranoïa, aspect de la personnalité ou plutôt résultat de changements biologiques. La problématique n'était pas révolutionnaire, mais sa méthode d'étude était innovante. Il avait en effet étudié plusieurs patients en détail, donnant des informations biographiques aussi bien que des notes sur le vécu subjectif des patients vis-à-vis de leur trouble. Cette méthode s'est fait connaître sous le nom de méthode biographique, s'imposant comme le standard de la psychiatrie moderne.
Jaspers réunit ses écrits sur la maladie mentale dans son livre Psychopathologie générale. Les deux volumes constituant ce travail sont devenus des classiques de la littérature psychiatrique, si bien que de nombreux critères diagnostiques découlent des idées qui y sont exposées. Une idée majeure de Jaspers est que les symptômes (en particulier ceux de la psychose) doivent être répertoriés selon leur forme plutôt que leur contenu (ou fond). Par exemple, en portant le diagnostic d'hallucination, le fait que le sujet perçoive des phénomènes visuels en l'absence de stimulus sensoriel pour les justifier (forme) est plus important que ce qui est vu (fond). Jaspers pensait que les illusions pourraient être analysées de la même façon, expliquant qu'une croyance ne devrait pas être considérée comme telle uniquement selon son contenu, mais plutôt par la façon dont l'illusion s'impose à la conscience. Jaspers fit aussi la distinction entre illusions primaires et secondaires. Les illusions primaires se définissent comme étant créées de toutes pièces, indépendantes, ne pouvant se comprendre en termes de processus mental normal ; alors que les illusions secondaires peuvent être comprises parce qu'influencées par les antécédents de l'individu (son histoire personnelle), sa situation actuelle ou son état mental.
Il s'est montré très critique envers la psychanalyse, dont il pensait qu'elle confondait les explications tirées de la psychologie compréhensive avec celles de la psychologie causale. Voici ce qu'il écrivait :
- Chez Freud, il s'agit en fait de psychologie compréhensive, et non d'explication causale, comme il le croit. Des explications causales, il est vrai, jouent un rôle lorsque des données physiques auxquelles se rattache un ensemble de relations compréhensibles sont considérées comme causes, par exemple de la paralysie d'un bras, d'un trouble de la conscience, etc.
- Freud nous fait connaître de façon convaincante de nombreuses relations compréhensibles isolées. Nous comprenons comment les complexes refoulés hors de la conscience claire réapparaissent à travers des symboles. Nous comprenons que les instincts refoulés entraînent des processus de réaction, et la distinction des processus primaires, authentiques, et des processus secondaires, qui n'existent qu'en tant que symboles ou sublimation. En partie, Freud développe ici en détail l'enseignement de Nietzsche. Il pénètre profondément dans le psychisme oublié (unbermerkt), qu'il ramène à la conscience." in Psychopathologie.

Jaspers considérait les illusions primaires comme des entités impossibles à comprendre, considérant qu'il n'existait pas de raisonnement cohérent sous-jacent à leur existence. Cette vue n'est pas sans opposition, et a été critiquée par des spécialistes tels que Ronald Laing et Richard Bentall (en) qui appuient l'idée que suivre cette piste amènerait le psychiatre à la facilité de croire que parce qu'il ne peut comprendre le patient, alors ce dernier ne justifiera pas d'enquête plus poussée de la part du médecin, celle-ci étant vouée à être infructueuse.

### Apports à la philosophie et la théologie
Karl Jaspers est le plus souvent associé au mouvement existentialiste, en partie en raison de ses idées issues des jalons posés par Friedrich Nietzsche et Søren Kierkegaard et en partie parce que le thème de la liberté individuelle occupe une large part de son travail. Dans Philosophie (1932), Jaspers donne son point de vue sur l'histoire de la philosophie et présente ses thèmes principaux. Commençant avec la science moderne et l'empirisme, il fait remarquer que pendant que l'on interroge la réalité, nous affrontons les limites de ce qu'une méthode scientifique ou empirique ne peut transcender. À cet instant, l'individu doit faire face à un choix : ou bien sombrer dans le désespoir et la résignation ou bien faire un pas vers ce que Jaspers nomme la Transcendance. En faisant ce pas, l'individu se confronte par induction à la limitation de sa propre liberté, qu'il appelle « Existenz », afin de pouvoir enfin ressentir une véritable existence.

Karl Jaspers aura une influence sur l'existentialisme chrétien. Le philosophe Gabriel Marcel lui rend cet hommage : 
« Et ce n'est pas à mes yeux un mince mérite que celui d'un Karl Jaspers, reconnaissant après Kierkegaard et aussi sans doute Heidegger, que l'existence (et a fortiori la transcendance) ne se laisse reconnaître ou évoquer que par-delà le domaine d'une pensée en général procédant par repères sur les communaux du monde objectif. »
La Transcendance (liée au terme « Englobant » dans ses travaux ultérieurs) est, pour Jaspers, ce qui est par-delà le monde physique. Sa formulation de la Transcendance comme absence d'objectivité ultime a mené bien des philosophes à disserter sur le fait que finalement, Jaspers était un moniste, bien que Jaspers lui-même préférât insister sur la nécessité de la reconnaissance de la validité des concepts de subjectivité et d'objectivité. Pour Jaspers, le terme « existence » (Existenz) désigne l'expérience intime et indéfinissable de la liberté et du choix ; une expérience constituant l'authentique Moi d'individus s'éveillant à l'« Englobant » en se confrontant à la souffrance, le conflit, la culpabilité, le hasard, et la mort. Bien qu'il ait toujours explicitement rejeté les doctrines religieuses, y compris la notion de Dieu personnel, Jaspers influença la théologie contemporaine via sa philosophie de la transcendance et des limites des expériences humaines. Jaspers lui-même fut profondément influencé par la tradition chrétienne mystique, en particulier par Maître Eckhart et Nicolas de Cues. Il s'intéressa aussi aux philosophies orientales, en particulier au bouddhisme. Jaspers entama aussi un débat public avec Rudolf Bultmann, dans lequel il critiqua sèchement la démythologisation du christianisme opérée par Bultmann.
Jaspers écrivit aussi abondamment au sujet des Droits de l'homme et des menaces pesant sur eux provoquées par la science moderne, l'économie, et les institutions politiques. Dès avant la Seconde Guerre mondiale, il fut forcé de quitter son poste d'enseignant et soumis à interdiction de publier, non seulement en raison de la judaïté de son épouse, mais aussi des idées qu'il avait exprimées quant à l'influence positive du judaïsme sur la pensée occidentale. Quand il voulut réintégrer Heidelberg après la fin de la guerre, il fut confronté à l'attitude de certains collègues, anciens nazis. En effet, ses travaux suivants abordaient la question de la responsabilité allemande, où il examinait la culpabilité de l'Allemagne dans les atrocités perpétrées par le IIIe Reich.
Les travaux principaux de Jaspers présentent une certaine complexité. Ses dernières tentatives sur la systématisation d'une philosophie de l’Existenz (Von Der Wahrheit, À propos de la réalité) sont toujours inédites. Cependant, ses travaux les plus courts, en particulier Introduction à la philosophie, sont accessibles à tous. La philosophie de Jaspers est volontiers comparée à celle de son contemporain Martin Heidegger. Les deux hommes ont tâché d'explorer le sens de l'être (Sein) et de l'existence (Dasein). Ils furent brièvement amis, mais leur relation se détériora du fait de l'adhésion de Heidegger au parti nazi et parce que leurs vues sur la philosophie divergeaient. Deux représentants majeurs de l'herméneutique phénoménologique, Paul Ricœur (qui fut un des étudiants de Jaspers) et Hans-Georg Gadamer (qui succédera à Jaspers à Heidelberg), montrent dans leurs travaux respectifs une forte influence de Jaspers. Quant à Jean-Paul Sartre, représentant de l'existentialisme athée, il se démarque de Jaspers en le classant parmi les « existentialistes chrétiens » aux côtés de Gabriel Marcel.

## Œuvres traduites en français
- Psychopathologie générale ; traduit d'après la 3e éd. allemande par A. Kastler et J. Mendousse, Paris, Félix Alcan, 1928 ; réimp. 1933,
- Descartes et la philosophie, Paris, Félix Alcan, 1938.
- La Culpabilité allemande, Paris, Éditions de Minuit, 1948, rééd. 1990 avec une préface de Pierre Vidal-Naquet  (ISBN 2707313637).
- Nietzsche et le christianisme, Paris, Éditions de Minuit, 1949 (traduit par Jeanne Hersch).
- Nietzsche : introduction à sa philosophie, Paris, Gallimard, 1950 ; rééd. dans coll. « Tel », 1978  (ISBN 2070299341) ; avec une lettre-préface de Jean Wahl.
- La situation spirituelle de notre époque, Paris, Desclée de Brouwer, 1951.
- Introduction à la philosophie, Paris : Plon, 1951 (traduit par Jeanne Hersch) ; puis Paris, UGE, 1965 (10/18, 269) ; rééd. 1981,  (ISBN 2264008334), puis coll. « Bibliothèques », 2001,  (ISBN 2264034440). Titre original : Einführung in die Philosophie. Zwölf Radiovorträge, Zurich, 1950.
- La foi philosophique, Paris, Plon, 1953.
- Strindberg et Van Gogh, Swendenborg, Hölderlin, Paris, Éditions de Minuit, 1953.
- Préface à Czesław Miłosz, La Pensée captive : essai sur les logocraties populaires, Paris, Gallimard, 1953.
- Raison et déraison de notre temps, Paris, Desclée de Brouwer, 1953.
- Origine et sens de l'histoire, Paris, Plon, 1954.
- Bilan et perspectives, Paris, Desclée de Brouwer, 1956.
- De la Psychothérapie : Étude critique, PUF, 1956
- Liberté et réunification, devoirs de la politique allemande, Paris, Gallimard, 1962.
- La Bombe atomique et l'avenir de l'homme, Paris, Buchet-Chastel, 1963.
- Les Grands philosophes, I (Socrate-Bouddha-Confucius-Jésus), II (Platon, saint Augustin), III (Kant), Paris, Plon, 1963 (coll. « Agora ») ; rééd. Paris, Plon, 1989 ; rééd. Paris, Les Belles Lettres, coll. Le goût des idées, dir. Jeanne Hersch, texte intégral, 1240 p., 2024  (ISBN 978-2251456256)
- Autobiographie philosophique, Paris, Aubier, 1963.
- L'illusion philosophique, Paris : Plon, 1964.
- Initiation à la méthode philosophique, Paris, Payot, 1966 ; rééd. Payot-poche, 1993, 2006  (ISBN 2228887420).
- Contribution à l'ouvrage collectif Kierkegaard vivant, Paris, Gallimard, 1966, 320 p.
- Essais philosophiques : philosophie et problèmes de notre temps, Paris, Payot, 1970.
- La Foi philosophique face à la Révélation, Paris, Plon, 1973.
- Foi philosophique ou foi chrétienne, Paris, Ophrys, 1975.
- Raison et existence, Grenoble, Presses universitaires de Grenoble, 1978 ; réimp. 1987.
- Philosophie : orientation dans le monde, éclairement de l'existence, métaphysique, Paris / Berlin, Springer, 1986.
- Psychopathologie générale, Paris, Bibliothèque des introuvables, coll. « Psychanalyse », 2000  (ISBN 2845750226).
- Nietzsche et le christianisme, suivi de Raison et existence, Bayard, Paris, 2003.
- Confucius, Ermenonville, Éditions Noé, 2006  (ISBN 2916312013).
- De l'Université, Lyon, Parangon/VS, 2008  (ISBN 978-2-84190-178-4).

## Correspondances
- Martin Heidegger, Correspondance avec Karl Jaspers, suivi de Correspondance avec Elisabeth Blochmann, Paris, Gallimard, 1997, 480 p.
- Karl Jaspers et Hannah Arendt, Correspondance 1926-1969, Paris, Payot, 1996, 1042 p.
- Karl Jaspers et Hannah Arendt, « La philosophie n'est pas tout à fait innocente », Paris, Payot, 2006, 285 p.